# カプロニ・ヴィッツォーラ F.5
カプロニ・ヴィッツォーラ F.5
カプロニ・ヴィッツォーラ F.5の試作機
- 用途：戦闘機
- 設計者：F. Fabrizi（設計班を統括）[1]
- 製造者：カプロニ・ヴィッツォーラ
- 運用者：イタリア空軍
- 初飛行：1939年2月19日[1]
- 生産数：13機[1]
- 運用開始：1939年-1940年 [1]

カプロニ・ヴィッツォーラ F.5（Caproni Vizzola F.5）は、カプロニ 社で製作されたイタリアの戦闘機である。本機は単座、低翼単葉の引き込み式降着装置を持つ機体であった。

## 開発
F.5は、カプロニ・ヴィッツォーラ F.4と並行してF・ファブリッツィ（F. Fabrizi）に率いられた開発班により1937年遅くから開発された機種であり、両機は共通のエアフレームを有していた。本機の胴体は溶接鋼管フレームが枕頭鋲留めのジュラルミンで被われ、主翼は合板の応力外皮であった。ファブリッツィと設計班が液冷エンジンを搭載しようと考えていた姉妹機のF.4とは異なり、F.5（Fabrizi 5の意）は14気筒2重星型エンジンのフィアット A.74 R.C. 38を搭載していた。イタリアの航空省が使用するエンジンに関して賛意を示さなかったためにF.4の開発計画は直ぐに停滞したが、F.5の開発は推し進められた。
1939年2月19日に初飛行を行ったF.5は公式試験中に非常に高い運動性を示したことで、直ぐに試作2号機と12機の前量産型が発注された。前量産型の最後の機体が再開されたF.4開発計画の試作機に転用されたが、残りのF.5はイタリア王国空軍に配備された。
カプロニ社がより高性能なカプロニ・ヴィッツォーラ F.6Mの製造を決めたためにそれ以上のF.5が造られることは無かった。

## 運用の歴史
イタリア王国空軍は11機のF.5の前量産型を第51飛行群（51° Stormo）の第300飛行隊（300° Squadriglia）に配備して実戦で運用した。1942年にこれらは第167飛行団（167° Gruppo）で夜間戦闘機として任務に就いた。
F.5は国外の顧客にも提案された。カプロニ社のペルー支社が現地でのライセンス生産の権利を購入したと言われているが、ペルーでF.5は生産されなかった。

## 派生型
F.5
フィアット A.74 R.C. 38を搭載した試作機と前量産型。14機製造。
F.5bis
エンジンを出力1175 h.p.のアルファロメオ R.A.I000 R.C.44-la  Monsonie （ダイムラー・ベンツDB 601A-1のライセンス生産品）に換装したF.5。
F.5 Gamma
単座又は複座の高等練習機。出力540 h.p.のイソッタ・フラスキーニ Gamma R.C.35 IS 空冷エンジンと1丁の7.7-mm.ブレダSAFAT機関銃を装備。計画最高速度254 m.p.h.。完成せず。

## 運用
イタリア王国
- イタリア王国空軍

## 要目

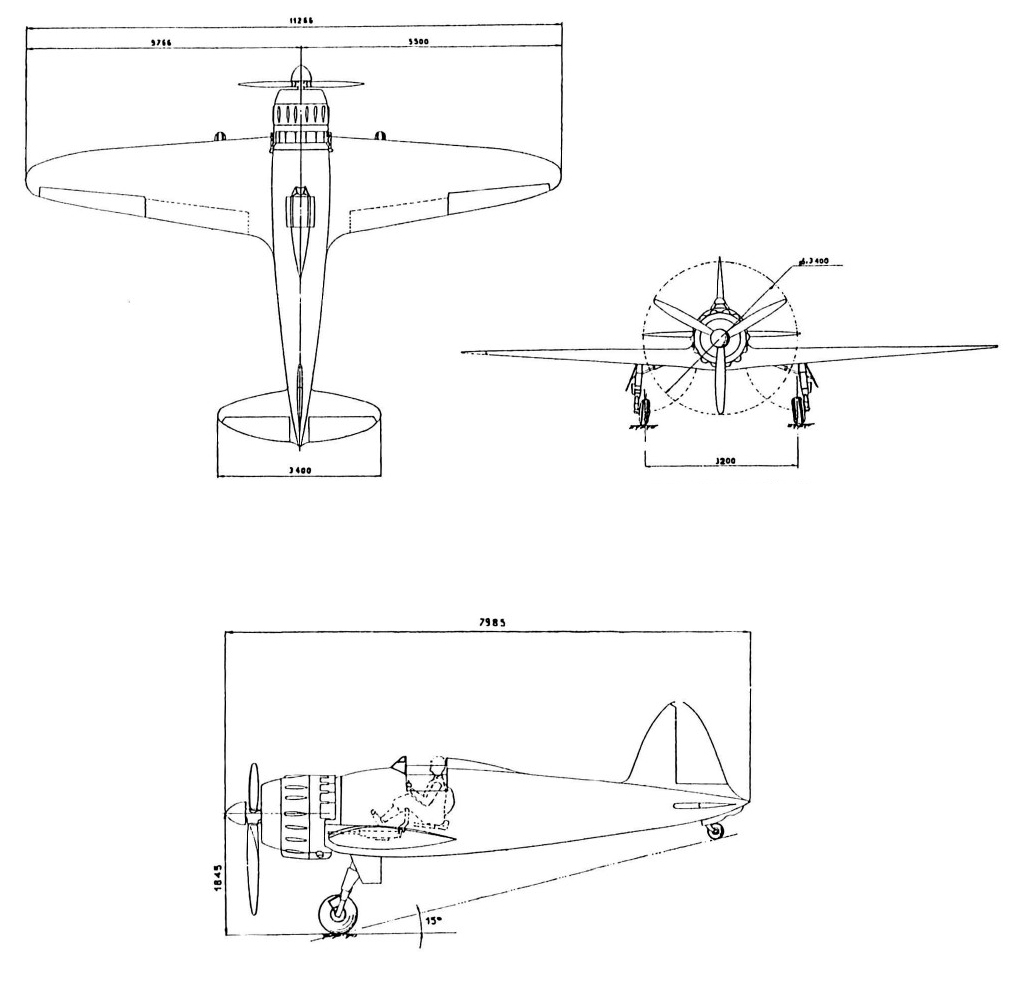
カプロニ・ヴィッツォーラ F.5

(F.5) Italian Civil and Military Aircraft 1930-1945
- 乗員：1名
- 全長：7.90 m (25 ft 11 in)
- 全幅：11.3 m (37 ft 1 in)
- 全高：3 m (9 ft 10 in)
- 翼面積：17.6 m2 (189 sq ft)
- 空虚重量：1,066 kg (2,350 lb)
- 全備重量：1,850 kg (4,079 lb)
- エンジン：1 × フィアット A.74 R.C. 38 星型エンジン、649 kW (870 hp)
- 最大速度：510 km/h (320 mph; 280 kn)
- 巡航高度：9,500 m (31,168 ft)
- 航続距離：770 km (478 mi; 416 nmi) at 455 km/h (283 mph)
- 上昇率：6,500m (21,325ft) in 6min 30s
- 武装：
  - 2 × 12.7 mm (0.5 in) ブレダSAFAT機関銃